# ONAF
L'Organizzazione Nazionale degli Assaggiatori di Formaggio (ONAF) è una associazione italiana, nata nel 1989, con sede a Cuneo (ma con delegazioni su tutto il territorio nazionale) che ha per scopo la valorizzazione della figura dell'assaggiatore di formaggio e la divulgazione della conoscenza dei formaggi italiani ed internazionali.
Tale associazione ha proposto, nel 2003, la costituzione in Italia di un albo professionale per gli assaggiatori di formaggio.
Attualmente, il presidente di ONAF è Pier Carlo Adami.
I corsi di qualifica effettuati sono di tre tipi:
- corso di I livello che consente di conseguire, previo esame, il diploma di Assaggiatore di formaggio e di essere registrati nell'Albo Nazionale degli Assaggiatori di Formaggio;
- corso di II livello che abilita, mediante esame, al titolo di Maestro assaggiatore di formaggio;
- corso di III livello rivolto, per lo più, a professionisti del settore.[2]

Nel 2011 L'Associazione ha aggiornato la metodica di degustazione e, per l'occasione, ha anche revisionato le schede di valutazione utilizzate; inoltre, ha stretto un accordo con Unioncamere per favorire la tradizione casearia italiana. Nel maggio 2014 Onaf ha festeggiato il venticinquesimo anno di attività.